# Ta mej igen... "Taiger"
Ta mej igen... "Taiger" (originaltitel: Pretty Maids All in a Row) är en amerikansk film från 1971 i regi av Roger Vadim. Manuset är baserat på romanen Pretty Maids All in a Row av Francis Pollini. Filmen hade premiär i New York den 28 april 1971 och i Sverige den 12 juli samma år. Den svenska åldersgränsen är 15 år.

## Handling
Michael "Tiger" McDrew (Rock Hudson), en gift lärare, börjar ha sex med sina kvinnliga elever och tvingas döda flera av dem för att de ska hålla tyst.

## Medverkande (urval)
| Rock Hudson       | – Michael "Tiger" McDrew  |
| Angie Dickinson   | – Betty Smith             |
| Telly Savalas     | – Sam Surcher             |
| John David Carson | – Ponce de Leon Harper    |
| Keenan Wynn       | – John Poldaski           |
| Barbara Leigh     | – Jean McDrew, Tigers fru |
| Roddy McDowall    | – Mr Proffer, rektorn     |
| James Doohan      | – Follo                   |
| William Campbell  | – Grady                   |
| Susan Tolsky      | – Miss Harriet Craymire   |

## Musik i filmen
- "Chilly Winds", musik Lalo Schifrin, text Mike Curb, framförd av The Osmonds